# L'attuale jungla
L'attuale jungla è il primo album dal vivo del cantautore italiano Marco Parente, cointestato con la Millennium Bugs' Orchestra diretta da Mirko Guerrini e pubblicato nel 2004.

## Il disco
Anticipato dal singolo Inseguimento geniale, unico episodio inedito in scaletta, L'attuale jungla esce il 16 gennaio 2004 per Mescal.
Il progetto parte il 21 maggio 2003, quando Parente, i suoi musicisti e la Millennium Bugs' Orchestra tengono un concerto alla Stazione Leopolda di Firenze, all'interno della manifestazione Fabbrica Europa. Le registrazioni della serata vanno a sommarsi a quelle effettuate in occasione delle repliche del 1º luglio 2003 (Poggio a Caiano, Festival delle Colline) e 26 agosto 2003 (Porto Santo Stefano, Grey Cat Festival).
L'attuale jungla è stato successivamente presentato a Roma e Milano nel settembre 2004.

## Tracce
1. Inseguimento geniale (brano inedito) - 4:56
2. Karma Parente - 4:20
3. Il fascino del perdente - 3:43
4. Come un coltello - 6:14
5. Il mare si è fermato - 8:27
6. Farfalla pensante - 3:44
7. W il mondo (Radiourlo) - 5:23
8. Fuck (he)art & Let's dance - 5:17
9. Lamiarivoluzione - 4:16
10. Adam ha salvato Molly - 8:07

### Musicisti
- Marco Parente: voce, chitarra acustica e elettrica, piano, Rhodes
- Andrea Franchi: batteria, arrangiamenti
- Giovanni Dall'Orto: basso, arrangiamenti
- Alessandro "Asso" Stefana: chitarre elettriche, arrangiamenti
- Mirio Cosottini: tromba, flicorno, flicorno tenore, piano, cori, arrangiamenti
- Enrico Gabrielli: clarinetti, flauti, armonica, piano, Rhodes, cori, arrangiamenti

### Altri musicisti
- Millennium Bugs' Orchestra, con direzione e arrangiamenti di Mirko Guerrini

### Crediti
- Testi e musica: Marco Parente
- Produzione artistica: Marco Parente e Mirko Guerrini
- Progetto sonoro e mixaggio: Marco Tagliola al Noise Factory di Milano